# Josep Maria Mestres Quadreny
Josep Maria Mestres Quadreny (Manresa, España; 4 de marzo de 1929-18 de enero de 2021) fue un compositor español.

## Biografía[2]
Estudió ciencias químicas en la Universidad de Barcelona, solfeo y piano con Leonor Sigg y Rosa María Kucharski, y luego amplió sus estudios en composición musical con Cristòfor Taltabull (1950-56). 
Su música se distingue por un espíritu de renovación permanente del lenguaje y por la incorporación de nuevas técnicas, tanto en la propia composición como en el uso de instrumentos o sonidos. 
Se adhirió en 1952 al Círculo Manuel de Falla y en 1960 fue, junto con Juan Hidalgo Codorniu y Joaquim Homs, uno de los promotores del grupo Música Oberta, como integrante del Club 49 para el fomento de la difusión de la nueva música. En 1968 fundó el Conjunt Català de Música Contemporània, en 1974 el Laboratori de Música Electroacústica Phonos y en 1976 el Grup Instrumental Català, juntamente con Carles Santos. 
Ha colaborado con artistas como Joan Miró, Antoni Tàpies, Joan Brossa, Moisès Villèlia —con quienes, entre otras colaboraciones, creó la obra Cop de Poma, para piano en 1961—, o con Jaume Codina. 

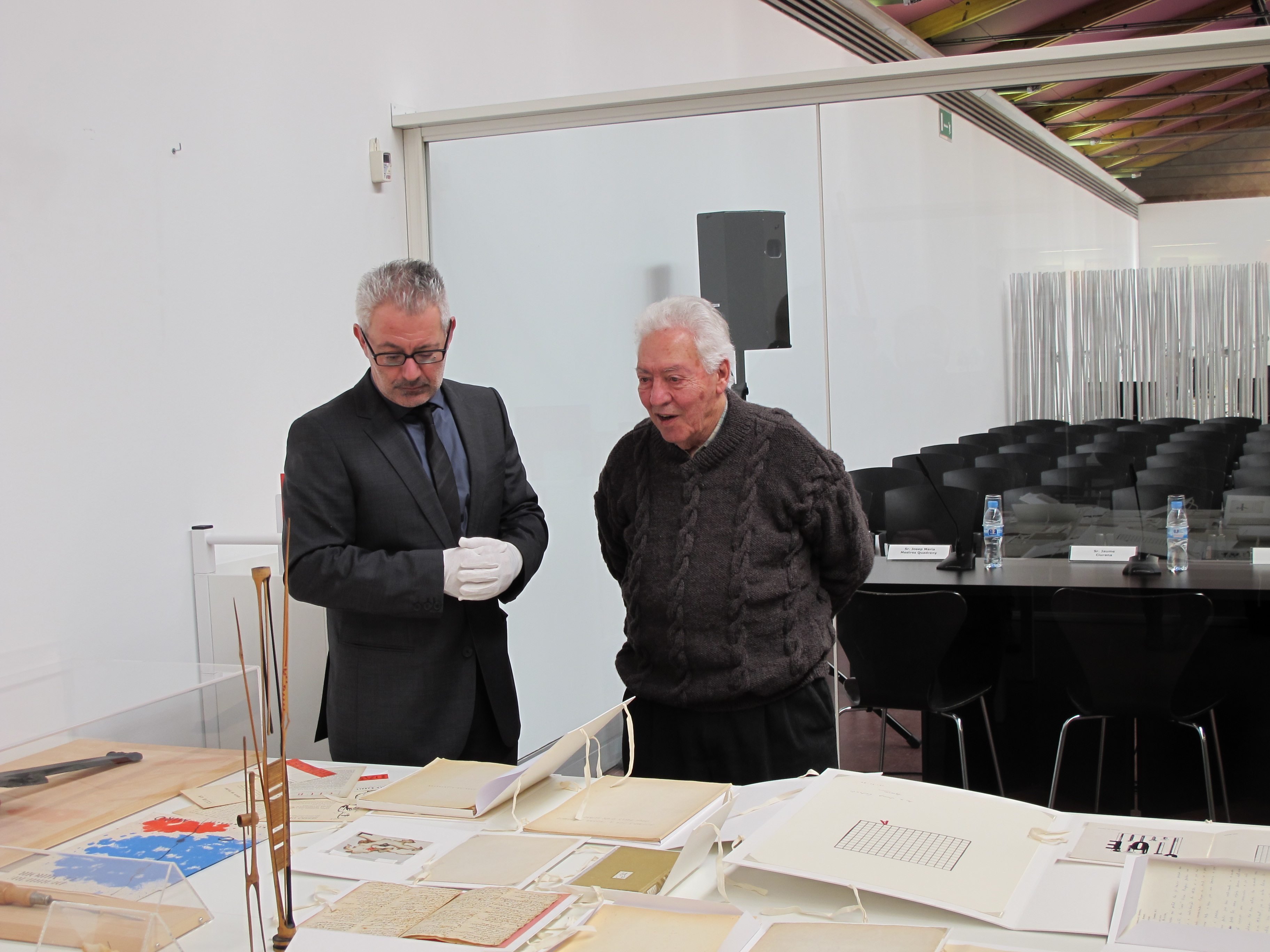
Mestres Quadreny, a la derecha, con Bartomeu Marí en el MACBA de Barcelona.

En 1977 fue nombrado presidente de la Asociación Catalana de Compositores. Actualmente es miembro de la Comisión Delegada del Patronato de la Fundación Joan Miró, patrono de la Fundació Joan Brossa, miembro de la Junta Rectora de la Orquesta Sinfónica de Barcelona y Nacional de Cataluña (OBC) y de la Comisión de Relaciones Culturales del Centre d'Estudis Catalans de la Universidad de París IV (Sorbona). 
Fue director de la colección de libros Música d'avui y presidente de la Fundación Phonos. Fue galardonado en 2000 con el Premio Nacional de Música de Cataluña. Fue presidente de la Fundación Joan Brossa y patrón emérito de la Fundació Joan Miró. En 1977 y en 1984, Televisión Española (TVE) produjo sendos documentales sobre su vida y obra.

## Docencia
Ha participado como docente en los Cursos de Verano de Darmstadt (Internationale Ferienkurse für Neue Musik, (Alemania), ha colaborado en Testimonium de Jerusalén, ha sido invitado a participar en el Curso Latinoamericano de Música Contemporánea en Brasil y en las Jornades Internacionals de Nova Música de Sitges, Barcelona. Entre sus alumnos figura la compositora Anna Bofill Levi, con quien coincidió en Sitges, dentro del marco de las jornadas internacionales antes mencionadas.

## Catálogo de obras[5]
| Año     | Obra | Tipo de obra                    | Duración |
| 1957    | Sonata per a piano. | Música solista (piano)          | 06:00    |
| 1958    | Epitafios (Texto: J. R. Jiménez), para orquesta con mezzosoprano solista.                                                           | Música orquestal                | 08:00    |
| 1959    | Tres Cançons de Bressol, mezzosoprano y piano.                                                                                      | Música vocal (piano)            | 05:00    |
| 1959    | El Ganxo (Opera. Libreto: J. Brossa), ópera en un acto y cuatro escenas.                                                            | Música escénica (ópera)         | 45:00    |
| 1960    | Excursió Collectiva de Cinc Dies (Text.: J. Brossa)                                                                                 | Música escénica (teatral)       | 18:00    |
| 1960    | Sonata per a orgue. | Música solista (órgano)         | 07:00    |
| 1961    | Triade per a Joan Miró. I. Musica de Cambra n.º 1.                                                                                  | Música orquestal (cámara)       | 14:00    |
| 1961    | Triade per a Joan Miró. II. Musica de Cambra n.º 2.                                                                                 | Música orquestal (cámara)       | 15:00    |
| 1961    | Triade per a Joan Miró. III. Tres Moviments per a orquestra de Cambra.                                                              | Música orquestal (cámara)       | 15:00    |
| 1961    | Invenció Móvil II, soprano, trompeta y guitarra.                                                                                    | Música vocal                    | 08:00    |
| 1961    | Invenció Móvil I, flauta, clarinete y piano.                                                                                        | Música instrumental (dúo)       | 08:00    |
| 1961    | Invenció Móvil III (may be played together with Invenció Móvil I, II), 2 violines, viola, violonchelo                               | Música instrumental (cuarteto)  | 08:00    |
| 1961    | Cop de poma, piano. | Música solista (piano)          | 10:00    |
| 1961    | Roba i Ossos (Libreto: Joan Brossa), ballet                                                                                         | Música escénica (ballet)        | 15:00    |
| 1961/62 | Tramesa a Tàpies, violin, viola y percusión                                                                                         | Música instrumental (trío)      | 18:00    |
| 1962    | Divertimento "La Ricarda", para flauta, clarinete y double bass.                                                                    | Música instrumental (conjunto)  | 10:00    |
| 1962    | Vegetació Submergida (Libreto: J. Brossa), ballet                                                                                   | Música escénica (ballet)        | 10:00    |
| 1962    | Petit Diumenge (Libreto: J. Brossa), ballet                                                                                         | Música escénica (ballet)        | 15:00    |
| 1962    | Quartet de Catroc, para cuarteto de cuerda.                                                                                         | Música de cámara (cuarteto)     | -        |
| 1962    | Tres Peces per a violoncel i piano.                                                                                                 | Música instrumental (dúo)       | 06:00    |
| 1963    | Soliloqui, flauta. | Música solista (flauta)         | 03:00    |
| 1964    | Concert per a representar (Libreto: J. Brossa), teatro musical para orquesta de cámara y 6 actores                                  | Música escénica (teatral)       | 08:00    |
| 1964    | Digodal, para orquesta de cuerdas.                                                                                                  | Música orquestal (cámara)       | 10:00    |
| 1964    | Duo para Manolo, clarinete y piano.                                                                                                 | Música instrumental (dúo)       | 08:00    |
| 1964    | Peça per a Serra Mecànica, música electrónica.                                                                                      | Música electrónica              | 08:00    |
| 1964    | Antiodes, para orquesta. | Música orquestal                | 13:00    |
| 1965    | Tres cànons en homenatge a Galileu, para piano y tres cintas magnetofónicas (2ª versión, 1968; 3ª versión, 1969; 4ª versión, 1974). | Música electroacústica          | 13:00    |
| 1965    | Conversa (Text.: J. Brossa), orquesta de cámara.                                                                                    | Música orquestal (cámara)       | 10:00    |
| 1966    | Suite Bufa (Libreto: J. Brossa), música incidental para teatro musical, para soprano, piano y bailarín                              | Música escénica (teatral)       | 60:00    |
| 1966    | Triptic Carnavalesc (Text.: J. Brossa), mezzosoprano, coro y conjunto.                                                              | Música coral                    | 10:00    |
| 1967    | Engidus (Commissioned by Alea), orquesta de cámara.                                                                                 | Música orquestal (cámara)       | 08:00    |
| 1967    | Musica per a Anna, soprano y cuarteto cuerda.                                                                                       | Música vocal                    | 10:00    |
| 1968    | Trío (1968), violin, viola y violonchelo.                                                                                           | Música de cámara (trío)         | -        |
| 1968    | Perludi I per guitarra. | Música solista (guitarra)       | 07:00    |
| 1969    | Quadre, orquesta de cámara. | Música orquestal (cámara)       | 08:00    |
| 1969    | Frigoli-Frigold, conjunto indeterminado.                                                                                            | Música instrumental (conjunto)  | -        |
| 1969    | Poemma, soprano y piano. | Música vocal (piano)            | 05:00    |
| 1969    | Ibèmia, para orquesta de cámara. | Música orquestal (cámara)       | 10:00    |
| 1970    | Variacions Essencials, violín, viola, violonchelo y percusión.                                                                      | Música instrumental (conjunto)  | 14:00    |
| 1970    | Micos i Papallones, guitarra y percusión.                                                                                           | Música instrumental (dúo)       | 07:00    |
| 1970    | Doble concert, para ondas Martenot, percusión y guitarra.                                                                           | Música orquestal (concierto)    | 14:00    |
| 1971    | Aronada, conjunto indeterminado. | Música instrumental (conjunto)  | -        |
| 1972    | Homenatge a Joan Prats, conjunto.                                                                                                   | Música instrumental (conjunto)  | 18:00    |
| 1972    | Xac, 6 instrumentos de percusión | Música instrumental (conjunto)  | 08:00    |
| 1973    | Self-Service, para instrumentos de percusión y flautas de pico tocados por el público.                                              | Música instrumental (conjunto)  | -        |
| 1973    | L'Estro Aleatorio. I. Per a viol i orquestra.                                                                                       | Música orquestal (concertante)  | 10:00    |
| 1973    | El Teler de Teresa Codina, música electrónica.                                                                                      | Música electrónica              | 15:00    |
| 1973    | Song for Jane, soprano y electrónica.                                                                                               | Música vocal                    | 10:00    |
| 1974    | Trio (Homenatge a Schumann). | Música de cámara (trío)         | 14:00    |
| 1975    | L'Estro Aleatorio. III. Per a maquina d'escriure i orquestra.                                                                       | Música orquestal (concertante)  | 10:00    |
| 1975    | Na hale el ir Shatem (Text... Israel Najarra), orquestal con coro.                                                                  | Música coral (capella)          | 12:00    |
| 1975    | Tocatina, Peça per a ampolles d'anís.                                                                                               | Música instrumental (conjunto)  | -        |
| 1975    | L'Estro Aleatorio. II. Per a guitarra i orquestra.                                                                                  | Música orquestal (concertante)  | 10:00    |
| 1976    | Homenatge a Robert Gerhard, piano y 9 instrumentos.                                                                                 | Música instrumental (conjunto)  | -        |
| 1976    | Perludi II per guitarra. | Música solista (guitarra)       | -        |
| 1976    | Perludi III per guitarra. | Música solista (guitarra)       | -        |
| 1976    | Espai Sonor V, electroacustica. | Música electroacústica          | 10:00    |
| 1976    | L'Estro Aleatorio. IV. Per a piano i orquestra.                                                                                     | Música orquestal (concertante)  | 10:00    |
| 1977    | Concertino, con piano solista. | Música orquestal (concierto)    | 10:00    |
| 1977    | L'Estro Aleatorio. V. Per a percussió i orquestra.                                                                                  | Música orquestal (concertante)  | 10:00    |
| 1977    | Molèstia (Libreto: J. Brossa) | Música escénica (teatral)       | 03:00    |
| 1977    | Trio (1977), clarinete, violín, piano.                                                                                              | Música instrumental (trío)      | 12:00    |
| 1978    | L'Armari en el Mar (Libreto: J. Brossa), teatro musical, para trío de cantantes, 2 desnudos, 2 actores y conjunto de cámara         | Música escénica (teatral)       | 90:00    |
| 1978    | L'Estro Aleatorio. VI. Per a grupo instrumental i orquestra.                                                                        | Música orquestal (concertante)  | 10:00    |
| 1979    | Variacions sobre un tema de Haydn, conjunto indeterminado.                                                                          | Música instrumental (conjunto)  | -        |
| 1979    | Sextina del Veil Combat Nou, mezzsoprano y guitarra.                                                                                | Música vocal                    | 05:00    |
| 1979    | Perludi IV per guitarra. | Música solista (guitarra)       | -        |
| 1979    | Tres Peces per a Guitarra. | Música solista (guitarra)       | 18:00    |
| 1979    | Quina, para cinta magnética. | Música electroacústica          | 20:00    |
| 1979    | Magòria (Encargada por Radio Nacional de España. Rev. 1993), conjunto                                                               | Música instrumental (conjunto)  | 08:00    |
| 1981    | Espai Sonor V-B, clarinete percussion and tape.                                                                                     | Música electroacústica          | 10:00    |
| 1982    | Canviera, choir (text: J. Brossa) Cor mixte.                                                                                        | Música coral                    | 12:00    |
| 1982    | Sonades sobre fons negre, para piano.                                                                                               | Música solista (piano)          | 20:00    |
| 1982    | Vara per Quatre, 4 pianistes en un piano.                                                                                           | Música solista (piano)          | 20:00    |
| 1983    | Concert Equinoccial, percussion soloist and 4 percusiion.                                                                           | Música instrumental (percusión) | 10:00    |
| 1983    | Complanta per Xile, orquesta de cámara.                                                                                             | Música orquestal (cámara)       | 03:00    |
| 1983    | Simfonia en Mi Bemoll, para orquesta.                                                                                               | Música orquestal                | 40:00    |
| 1984    | Concert d'Estiu, para flute 2 percussion tape.                                                                                      | Música electroacústica          | 50:00    |
| 1984    | Piano Xofer. Teatre musical (acció i text: Perejaume) Soprano, 5 piano and actor                                                    | Música escénica (teatral)       | 90:00    |
| 1984    | Sonades de la calor del foc, orquesta de cámara.                                                                                    | Música orquestal (cámara)       | 15:00    |
| 1985/86 | Quintet de la nit i del dia, para cinco clarinetes (2ª versión, 1990).                                                              | Música instrumental (conjunto)  | 12:00    |
| 1990    | First Time, para soprano y conjunto instrumental.                                                                                   | Música vocal (orquesta)         | 13:00    |
| 1990    | L'Or del mar, para coro mixto. | Música coral                    | 10:00    |
| 1991    | Capmaga, para piano o sintetizador y percusión.                                                                                     | Música instrumental (conjunto)  | -        |
| 1991    | Fet per Fer, orquesta de cámara | Música orquestal (cámara)       | 16:00    |
| 1991    | L'Armari en el Mar, suite para conjunto instrumental.                                                                               | Música orquestal (cámara)       | 25:00    |
| 1991    | Cap de Mirar (text: J. Brossa)ópera en tres actos.                                                                                  | Música escénica (ópera)         | -        |
| 1992    | Cant a Maria Aurèlia, para coro mixto y orquesta.                                                                                   | Música coral (orquesta)         | 06:00    |
| 1992    | Garlanda esquinçada, para mezzo-soprano y percusión.                                                                                | Música vocal                    | 05:00    |
| 1992    | Simfonia en fa, para orquesta. | Música orquestal                | 30:00    |
| 1992    | Sonades de la nit de vidre, para percusión y piano.                                                                                 | Música instrumental (conjunto)  | 15:00    |
| 1992    | Vara per dos, para piano a cuatro manos.                                                                                            | Música solista (piano)          | 08:00    |
| 1993    | De trast en trast, seis piezas para flauta y guitarra.                                                                              | Música instrumental (dúo)       | 14:00    |
| 1993    | Acció musical per a Joan Miró (texto y acción: J. Brossa) mezzo-soprano recitador ilusionista 4 piano fl. cl. guit. harp and tape   | Música escénica (teatral)       | 50:00    |
| 1993    | Sonades dels vells proverbis, orquesta de cámara.                                                                                   | Música orquestal (cámara)       | 10:00    |
| 1993    | La realitat lliure, para orquesta.                                                                                                  | Música orquestal                | 10:00    |
| 1994    | Suite Bechtold, piano. | Música solista (piano)          | 10:00    |
| 1994    | Paisatges virtuals, para orquesta.                                                                                                  | Música orquestal                | 12:00    |
| 1994    | Satàlia, para quinteto de viento.                                                                                                   | Música instrumental (conjunto)  | 10:00    |
| 1994    | Sonades de besllum, para dos pianos.                                                                                                | Música solista (pianos)         | 10:00    |
| 1994    | Catorze duets per a instruments de vent, flute clarinet oboe fagot horn                                                             | Música instrumental (conjunto)  | 56:00    |
| 1994    | Vol d'ocell davant el Sol, clarinete.                                                                                               | Música solista (clarinete)      | 05:00    |
| 1995    | Constellacions, para flute violin violoncello and piano.                                                                            | Música instrumental (cuarteto)  | 08:00    |
| 1995    | Sonades del vell record nou, para brass quintet                                                                                     | Música instrumental (conjunto)  | 10:00    |
| 1995    | SOS, para guitarra. | Música solista (guitarra)       | 01:00    |
| 1995    | Muntanyí, piano. | Música solista (piano)          | 01:00    |
| 1995    | Clap de Lluna, orquesta de cámara.                                                                                                  | Música orquestal (cámara)       | 11:00    |
| 1995    | Cap cop, flauta, violin, viola y chelo.                                                                                             | Música instrumental (cuarteto)  | -        |
| 1996    | Sonades a trenc d'alba, corno di basetto.                                                                                           | Música solista                  | 09:00    |
| 1996    | Tres fragments de la Suite Bufa, cantante y 2 pianos.                                                                               | Música vocal (piano)            | 10:00    |
| 1996    | Parracs, organo. | Música solista (órgano)         | 02:00    |
| 1996    | Promptuari dels dirs, piano. | Música solista (piano)          | 30:00    |
| 1997    | Nocturnal, flauta, clarinete y piano.                                                                                               | Música instrumental (trío)      | 09:00    |
| 1997    | El Carnaval del Liceu, cámara. | Música orquestal (cámara)       | 13:00    |
| 1997    | Sonades entre volves, flauta. | Música solista (flauta)         | 11:00    |
| 1997    | Llera de Banús, guitarra. | Música solista (guitarra)       | 02:00    |
| 1997    | Espai enllà, flauta y marimba (xilófono).                                                                                           | Música instrumental (dúo)       | 08:00    |
| 1997    | Sonades de sentir campanes i no saber d'on, violin y piano.                                                                         | Música instrumental (dúo)       | -        |
| 1997    | Els perfums, soprano y piano. | Música vocal (piano)            | 30:00    |
| 1997    | Cap entre parèntesi, 4 flautas. | Música solista (flautas)        | 11:00    |
| 1997    | Branca de branques, cámara. | Música de cámara                | 10:00    |
| 1997    | Bagatel.les, flauta, guitarra y violonchelo.                                                                                        | Música instrumental (trío)      | 07:00    |
| 1998    | Música incidental per a Quan será pintada una escena de fons sense fi?                                                              | Música incidental               | -        |
| 1998    | Sebel.lia, violonchelo. | Música solista (violonchelo)    | 03:00    |
| 1998    | Concert de Vilafranca, cámara. | Música de cámara                | -        |
| 1999    | Toc per a Joan Brossa, cámara. | Música de cámara                | 17:00    |
| 1999    | Viarany, piano. | Música solista (piano)          | -        |
| 1999    | Solsticial, organo. | Música solista (órgano)         | 10:00    |
| 1999    | Sis duets de violí. | Música solista (violín)         | 12:00    |
| 1999    | Mínimes, soprano y clarinete. | Música vocal                    | 05:00    |
| 1999    | La sal de casa, 2 saxofones. | Música solista (saxofones)      | 08:00    |
| 2000    | Sonades de l'hora foscant, 4 flautas.                                                                                               | Música solista (flautas)        | -        |
| 2000    | Paraselene, guitarra y acordeón. | Música instrumental (dúo)       | 10:00    |
| 2000    | Toc vessat, piano a 4 manos. | Música solista (piano)          | 12:00    |
| 2000    | Tres poemes d'amor i dos paisatges, recitador y flauta.                                                                             | Música vocal                    | 06:30    |
| 2000    | Baràlia, 4 percusionistas. | Música instrumental (percusión) | 05:00    |